# Методика Монро
Методика Монро — методика создания мотивации, основанная на применении определённой последовательности побудительных мотивов: привлечение внимания, формулировка актуальности, предложение решения проблемы, визуализация результата, действие/актуализация. Разработана Эланом Монро, который в 1930-х годах занимал должность профессора Университета Пердью. По сей день широко используется при создании текстов для мотивационных выступлений. 

## Сущность методики
По методике Монро план выступления (презентации), призванного убедить аудиторию принять какую-либо идею, состоит из пяти шагов:
- привлечение внимания;
- формулировка актуальности;
- предложение решения проблемы;
- визуализация результата;
- действие или актуализация.

### Привлечение внимания
Необходимо создать у аудитории яркое первое впечатление от предмета выступления. Допустимо показывать красноречивую статистику, приводить шокирующие примеры, цитировать известных личностей, прибегать к юмору и применять любые другие средства ораторского мастерства, которые заставят слушателей услышать и запомнить основную идею.

### Формулировка актуальности
Необходимо убедить аудиторию в существовании проблемы, необходимости перемен в указанной области, важности того, о чём говорит выступающий; очертить нежелательные последствия бездействия; показать, как проблема касается лично каждого из слушателей.
На этом этапе нельзя затрагивать вопрос о существовании решения проблемы, которому посвящено выступление. Цель этого этапа — вывести аудиторию из душевного равновесия.

### Предложение решения проблемы
Это основная часть выступления. На этом этапе предлагается решение очерченной проблемы.
Необходимо предоставить подробную информацию, чтобы аудитория поняла точку зрения выступающего и сущность предложенного решения, убедилась в эффективности решения. Необходимо дать понять слушателям, в чём выступающий хочет их уверить и каких действий ожидает от них. Желательно после каждого пункта выступления подводить итоги, чтобы создать у аудитории целостную картину. Важно предвидеть возможные возражения со стороны слушателей и обдумать соответствующие контраргументы.

### Визуализация результата
Необходимо подробно и с максимальной степенью реализма описать ситуацию, которая возникнет, если не предпринимать никаких действий по указанной проблеме. Целью этого этапа является заставить аудиторию согласиться с точкой зрения выступающего, принять его взгляды и убеждения, последовать его линии поведения.
Затем необходимо представить аудитории результаты, которые могут возникнуть в случае следования предложениям выступающего. Акцентировать внимание на положительных аспектах такой линии поведения и отрицательных результатах бездействия.

### Действие или актуализация
На этом этапе необходимо предложить аудитории конкретные действия, которые каждый слушатель может предпринять для решения проблемы, побудить присутствующим к немедленным действиям в этом направлении.